# Чарлз-Таун (Західна Вірджинія)
Чарлз-Таун (англ. Charles Town) — місто (англ. city) в США, в окрузі Джефферсон штату Західна Вірджинія. Населення — 6534 особи (2020).

## Географія
Чарлз-Таун розташований за координатами 39°15′50″ пн. ш. 77°52′53″ зх. д. / 39.26389° пн. ш. 77.88139° зх. д. (39.264010, -77.881276).  За даними Бюро перепису населення США в 2010 році місто мало площу 15,04 км², уся площа — суходіл.

## Демографія
Згідно з переписом 2010 року, у місті мешкало 5259 осіб у 2011 домогосподарстві у складі 1289 родин. Густота населення становила 350 осіб/км².  Було 2270 помешкань (151/км²).
Расовий склад населення:
| - 76,9 % — білих - 13,3 % — чорних або афроамериканців - 2,1 % — азіатів - 0,3 % — корінних американців - 0,1 % — вихідців з тихоокеанських островів - 3,7 % — осіб інших рас |

До двох чи більше рас належало 3,6 %. Частка іспаномовних становила 9,0 % від усіх жителів.
За віковим діапазоном населення розподілялося таким чином: 26,9 % — особи молодші 18 років, 60,7 % — особи у віці 18—64 років, 12,4 % — особи у віці 65 років та старші. Медіана віку мешканця становила 35,5 року. На 100 осіб жіночої статі у місті припадало 95,6 чоловіків;  на 100 жінок у віці від 18 років та старших — 92,3 чоловіків також старших 18 років.
Середній дохід на одне домашнє господарство  становив 69 786 доларів США (медіана — 59 483), а середній дохід на одну сім'ю — 84 097 доларів (медіана — 81 838). Медіана доходів становила 70 527 доларів для чоловіків та 49 583 долари для жінок. За межею бідності перебувало 10,6 % осіб, у тому числі 8,5 % дітей у віці до 18 років та 12,4 % осіб у віці 65 років та старших.
Цивільне працевлаштоване населення становило 2306 осіб. Основні галузі зайнятості: освіта, охорона здоров'я та соціальна допомога — 24,7 %, мистецтво, розваги та відпочинок — 19,5 %, публічна адміністрація — 12,4 %, науковці, спеціалісти, менеджери — 11,8 %.